# Narcis i Zlatousti
Narcis i Zlatousti (njem. Narziß und Goldmund) je roman njemačkog pisca Hermanna Hessea objavljivan u novinama Neue Rundschau 1929. – 1930. a u obliku romana je objavljen 1930. godine.

## Radnja
Učeni i asketski Narcis postaje učitelj u samostanu Mariabronnu u srednjem vijeku u Njemačkoj. Za učenika je imao mladog i umjetnički nadarenog Zlatoustog, koji tumara okolo tražeći «smisao života». Zlatousti napušta samostan poslije nekog vremena, bivajući skitnica nekoliko godina, upoznavajući svijet i život i na kraju postaje kipar. Kada se kuga pojavljuje u okolici, Zlatousti upoznaje ljudsku egzistenciju u najgorem svjetlu. Poslije puno godina Narcis i Zlatousti se susreću ponovo, razmišljajući o svojim životnim iskustvima, umjetnika i mislioca.
Kao i u drugim Hesseovim djelima, glavna tema je borba skitnice u pronalaženju samog sebe, kroz sjedinjenje dvije suprotnosti (Mysterium Coniunctionis). Zlatousti predstavlja umjetnost i prirodu i «ženski um», dok Narcis predstavlja znanost, logiku, Boga i  «muški um». Ove odlike je Hesse preuzeo od Junga s arhetipskim strukturama a izvedene su iz ranijih Hesseovih radova, prvenstveno Demiana. Kroz roman Zlatousti se sve češće prisjeća svoje majke, što na kraju rezultira u njegovoj želji povratka ka «pramajci» (Urmutter).